# جون لوماكس
جون لوماكس (بالإنجليزية: John Lomax)‏ (و. 1867 – 1948 م) هو عالم موسيقى، ومؤرخ، ومؤرخ موسيقى، وبروفيسور (أستاذ جامعي) من الولايات المتحدة الأمريكية ولد في مسيسيبي، وغودمان.

## التعليم
تعلم في جامعة تكساس، أوستن (1895–)، وجامعة هارفارد (1907–).

## مناصب وهيئات
أدار جامعة تكساس إيه اند إم.

## روابط خارجية
- جون لوماكس على موقع IMDb (الإنجليزية)
- جون لوماكس على موقع الموسوعة البريطانية (الإنجليزية)
- جون لوماكس على موقع ميوزك برينز (الإنجليزية)
- جون لوماكس على موقع أول ميوزيك (الإنجليزية)
- جون لوماكس على موقع أول ميوزيك (الإنجليزية)
- جون لوماكس على موقع ديسكوغز (الإنجليزية)